# Гожковіце (гміна)
Гожковіце (пол. Gmina Gorzkowice) — сільська гміна у центральній Польщі. Належить до Пйотрковського повіту Лодзинського воєводства.
Станом на 31 грудня 2011 у гміні проживало 8682 особи.

## Площа
Згідно з даними за 2007 рік площа гміни становила 102.29 км², у тому числі:
- орні землі: 76.00%
- ліси: 15.00%

Таким чином, площа гміни становить 7.16% площі повіту.

## Населення
Станом на 31 грудня 2011:
| Опис     | Загалом | Загалом | Чоловіки | Чоловіки | Жінки | Жінки |
| -------- | ------- | ------- | -------- | -------- | ----- | ----- |
| одиниця  | осіб    | %       | осіб     | %        | осіб  | %     |
| все      | 8682    | 100     | 4279     | 49.29    | 4403  | 50.71 |
| міське   | 0       | 100     | 0        |          | 0     |       |
| сільське | 8682    | 100     | 4279     | 49.29    | 4403  | 50.71 |

## Сусідні гміни
Гміна Гожковіце межує з такими гмінами: Гомуніце, Каменськ, Кодромб, Ленкі-Шляхецькі, Масловіце, Розпша.